# Marlène Clivio-Stucki
Marlène Clivio-Stucki (1940 circa) è un'ex sciatrice alpina svizzera.

## Biografia
Sciatrice polivalente originaria di Spiez, Marlène Clivio-Stucki debuttò in campo internazionale in occasione del Grand Prix du Printemps 1957 (Courchevel/Méribel, 28-31 marzo), dove si classificò 5ª e 3ª nei due slalom giganti e 12 e 10ª nei due slalom speciali; il podio di Courchevel sarebbe rimasto il miglior piazzamento della carriera internazionale della sciatrice, proseguita fino al trofeo dell'Hahnenkamm 1960 (Kitzbühel, 15-17 gennaio) dove si piazzò 64ª nella discesa libera e 31ª nello slalom gigante. In ambito nazionale gareggiò almeno fino ai Campionati svizzeri 1962 (Wangs-Pizol, 28 febbraio-3 marzo), dove vinse la medaglia d'argento nello slalom gigante e nella combinata e quella di bronzo nello slalom speciale; non prese parte a rassegne olimpicheo iridate.

## Palmarès

### Campionati svizzeri
- 3 medaglie (dati parziali):
  - 2 argenti (slalom gigante, combinata nel 1962[4])
  - 1 bronzo (slalom speciale nel 1962[4])